# Андронов, Владислав Анатольевич
Владислав Анатольевич Андронов (24 июня 1938 — 29 октября 2014, Нижний Тагил) — российский инженер, лауреат Государственной премии СССР (1982). Почётный гражданин Нижнего Тагила (2001).

## Биография
Окончил Уральский политехнический институт (1960), инженер-механик.
Работал на Уралвагонзаводе: технолог, начальник ряда производственных цехов и корпусов, 1993 г. главный инженер производственного объединения.
Участвовал в доработке и подготовке серийного производства танка Т-72.
Автор более 20 изобретений.
Скончался 29 октября 2014 года в Нижнем Тагиле. Похоронен на Центральном кладбище.

## Награды и премии
- Государственная премия СССР (1982)
- Заслуженный машиностроитель Российской Федерации (1996)
- Премия им. Черепановых (1998)
- Орден «Знак Почёта» (1974)
- Орден Дружбы народов (1993)
- Орден «За заслуги перед Отечеством» IV ст. (2000)
- Медаль «За трудовое отличие» (1969)
- Почётный гражданин г. Нижний Тагил (2001)